# 刘孟光
刘孟光（1945年—），男，重庆人，斐济华人参议员、企业家和建筑师。

## 生平
1945年出生于重庆，祖籍广东中山。1955年由香港移民来斐济。1970年毕业于新南威爾斯大學建筑系，之后留在悉尼工作，1976年至1978年在悉尼理工学院任教，1978年又拿到教育学位证书，1983年返回斐济开始创建自己公司，1994年担任斐济中华总商会会长。后进入政坛，先后担任斐济政府银行董事长、劳托卡市长、政府房署董事长，2005年2月担任斐济国会上议院副主席，2006年6月离职。目前担任劳托卡中华学校理事会会长，致力于维护良好的中斐关系。